# Opper-Silezisch voetbalkampioenschap 1919/20
In 1919/20 werd het negende Opper-Silezisch voetbalkampioenschap gespeeld, dat georganiseerd werd door de Zuidoost-Duitse voetbalbond. Het was het eerste kampioenschap sinds het uitbreken van de Eerste Wereldoorlog. 
Beuthener SuSV 09 werd kampioen en plaatste zich voor de Zuidoost-Duitse eindronde. De club verloor met 5:1 van Vereinigte Breslauer Sportfreunde.

## A-Klasse

### Gau Beuthen
| Plaats | Club                | Wed. | W | G | V | Saldo | Ptn |
| ------ | ------------------- | ---- | - | - | - | ----- | --- |
| 1.     | Beuthener SuSV 09   |      |   |   |   |       |     |
| 2.     | VfR Königshütte     |      |   |   |   |       |     |
| 3.     | VfR Tarnowitz       |      |   |   |   |       |     |
| 4.     | SC 08 Königshütte   |      |   |   |   |       |     |
| 5.     | Silesia Königshütte |      |   |   |   |       |     |
| 6.     | Bismarckhütter BC   |      |   |   |   |       |     |

|  | Geplaatst voor eindronde |

### Gau Gleiwitz
| Plaats | Club                  | Wed. | W | G | V | Saldo | Ptn |
| ------ | --------------------- | ---- | - | - | - | ----- | --- |
| 1.     | TV Vorwärts Gleiwitz  |      |   |   |   |       |     |
| 2.     | RV 09 Gleiwitz        |      |   |   |   |       |     |
| 3.     | Sportfreunde Gleiwitz |      |   |   |   |       |     |
| 4.     | VfB 1910 Gleiwitz     |      |   |   |   |       |     |

|  | Geplaatst voor eindronde |

### Gau Ratibor
| Plaats | Club                  | Wed. | W | G | V | Saldo | Ptn |
| ------ | --------------------- | ---- | - | - | - | ----- | --- |
| 1.     | SpVgg Ratibor 03      |      |   |   |   |       |     |
| 2.     | FC Preußen 06 Ratibor |      |   |   |   |       |     |
| 3.     | SV 1919 Ostrog        |      |   |   |   |       |     |
| 4.     | Sportfreunde Cosel    |      |   |   |   |       |     |

|  | Geplaatst voor eindronde |

### Gau Kattowitz
| Plaats | Club                      | Wed. | W | G | V | Saldo | Ptn   |
| ------ | ------------------------- | ---- | - | - | - | ----- | ----- |
| 1.     | SC Diana Kattowitz        | 7    | 6 | 1 | 0 | 31:04 | 13:01 |
| 2.     | FC Preußen 1905 Kattowitz | 7    | 6 | 1 | 0 | 26:04 | 13:01 |
| 3.     | VfR Myslowitz             | 7    | 4 | 0 | 3 | 17:11 | 08:06 |
| 4.     | FC 07 Laurahütte          | 7    | 4 | 0 | 3 | 13:14 | 08:06 |
| 5.     | SC Zalenze 1906           | 6    | 2 | 0 | 4 | 14:12 | 04:08 |
| 6.     | SC Germania Kattowitz     | 7    | 2 | 0 | 5 | 06:14 | 04:10 |
| 7.     | SuSV Laurahütte           | 6    | 1 | 0 | 5 | 07:31 | 02:10 |
| 8.     | TV Hohenlohehütte         | 7    | 0 | 0 | 7 | 09:33 | 00:14 |

|  | Geplaatst voor eindronde |

## Eindronde

### Voorronde
| Team 1          | Uitslag | Team 2               |
| --------------- | ------- | -------------------- |
| SVgg Ratibor 03 | 1:5     | TV Vorwärts Gleiwitz |

### Halve finale
| Team 1             | Uitslag  | Team 2                |
| ------------------ | -------- | --------------------- |
| SC Diana Kattowitz | 0:2      | TV Vorwärts Gleiwitz  |
| Beuthener SuSV 09  | walkover | SC Germania Kattowitz |

### Finale
|               |                   |       |                      |           |
| 18 april 1920 | Beuthener SuSV 09 | 3 – 1 | TV Vorwärts Gleiwitz | Kattowitz |
| 18 april 1920 |                   |       |                      | Kattowitz |